# Eurya henryi
Eurya henryi är en tvåhjärtbladig växtart som beskrevs av William Botting Hemsley. Eurya henryi ingår i släktet Eurya och familjen Pentaphylacaceae. Inga underarter finns listade i Catalogue of Life.